# Iso-Öllöri
Iso-Öllöri eller Ölleri är en sjö i Finland. Den ligger i kommunen Suomussalmi i landskapet Kajanaland, i den nordöstra delen av landet, 600 km norr om huvudstaden Helsingfors. Iso-Öllöri ligger 235 meter över havet. Den ligger vid sjön Yli Karttimo. Arean är 38 hektar och strandlinjen är 4,38 kilometer lång. Sjön  ingår i Uleälvens huvudavrinningsområde. 